# Авиагородок (Мелитополь)
Авиагородок — микрорайон в северо-западной части Мелитополя. Авиагородок построен при военном аэродроме, где дислоцируется 25-я Московская гвардейская военно-транспортная авиационная бригада (воинская часть А-3840).

## Географическое положение и транспорт
Авиагородок расположен у северо-западной границы Мелитополя. Вдоль восточной границы авиагородка проходит железная дорога, за которой находятся исторические районы Кизияр и Северный Переезд. К югу от авиагородка расположена Юровка. К западу от авиагородка находится военный аэродром.
К северу от авиагородка расположен переезд через железную дорогу, ведущий на улицу Чкалова, так называемый Северный Переезд. Пешеходный мост через железнодорожные пути соединяет авиагородок с автобусной остановкой «Северный Переезд» на улице Чкалова, являющейся конечной для маршрутов 11, 15, 24 и 24А. Кроме того, автобусные маршруты № 11А и 28 следуют в сам Авиагородок.
Улица, проходящая через авиагородок, с 2003 года называется Гвардейская. Между авиагородком и железной дорогой проходит Западно-Линейная улица.

## История
Военные объекты на территории нынешнего авиагородка находились ещё до войны. В 1958 году из Стрыя сюда был переведён Стрыйский авиационный полк. К 1961 году в авиагородке уже были построены 10 двух-трёхэтажных домов и несколько одноэтажных «финских» домиков.

## Культура
В авиагородке работает Дом офицеров, проводятся празднования дня освобождения Мелитополя. В День авиации в воинской части проводится день открытых дверей.

## Образование

### Начальная школа № 2
Школа № 2 открылась в авиагородке в 1957 году, вскоре после перевода в авиагородок Стрыйского авиационного полка. . Многие школьные традиции связаны с авиацией. . В 2006—2007 учебном году школа победила на областном конкурсе ученического самоуправления.

### Детский сад № 8 «Звёздочка»
Заведующая детсада — Светличная Людмила Семёновна.
Детский сад был построен на месте школьного сада, который для этого пришлось вырубить.

### Центр детского творчества «Антей»
Адрес центра — ул. Гвардейская, 28 и 29. Руководитель — Винокурова Людмила Павловна.
Является подразделением Мелитопольского городского центра детского и юношеского творчества. В центре детского творчества работают изостудия, кружки «Мастерица» и «Умелые руки», секции шахмат, шашек, настольного тенниса и футбола. Название центра является именем героя древнегреческой мифологии, но одновременно перекликается с названием транспортного самолёта Антей.

## Спорт
- Спортивный клуб «Геркулес»[14]

## Известные жители
- Опрышко, Николай Александрович (1922—2006) — генерал, Герой Советского Союза, почётный гражданин Мелитополя. В 1965—1975 годах командовал 7-й военно-транспортной авиационной дивизией, базировавшейся в авиагородке[15]. В память о нём установлена мемориальная доска на доме офицеров.[8]